# Campo Uno (Pinondi)
Campo Uno (auch Reinland genannt) ist eine Ortschaft im Departamento Santa Cruz im Tiefland des südamerikanischen Anden-Staates Bolivien. Sie wurde im Jahr 1988 als Teil der Colonia Menonita Pinondi durch mennonitische Zuwanderer gegründet.

## Lage im Nahraum
Campo Uno ist eine ländliche Streusiedlung im Kanton Charagua im Municipio Charagua in der Provinz Cordillera. Die Siedlung liegt auf einer Höhe von etwa 638 m in dem landwirtschaftlich intensiv genutzten Gebiet der Colonia Pinondi, die eine Fläche von 158,08 Quadratkilometern umfasst.

## Geographie
Campo Uno liegt im Bereich des tropischen Klimas des südamerikanischen Gran Chaco, die sechsmonatige Feuchtezeit reicht von November bis April und die Trockenzeit von Mai bis Oktober.
Die Jahresdurchschnittstemperatur beträgt 23 °C (siehe Klimadiagramm Camiri), mit 17 bis 18 °C von Juni bis Juli und über 26 °C von November bis Dezember. Der Jahresniederschlag beträgt knapp 900 mm, feuchteste Monate sind Dezember und Januar mit 175 mm und trockenste Monate Juli und August mit knapp 10 mm.

## Verkehrsnetz
Campo Uno liegt 283 Straßenkilometer südlich von Santa Cruz, der Hauptstadt des Departamentos.
Von Santa Cruz führt die asphaltierte Nationalstraße Ruta 9 über 318 Kilometer in südlicher Richtung über Cabezas bis Abapó. Dort führt die Ruta 36 weiter in südlicher Richtung und erreicht über El Espino die Stadt Charagua und führt weiter nach Boyuibe.
In Charagua zweigt eine Landstraße in östlicher Richtung von der Ruta 36 ab und führt über Estación Charagua in das mennonitische Siedlungsgebiet der Colonia Pinondi.

## Bevölkerung
Die Einwohnerzahl der Region ist vor allem in der Erschließungsphase durch die mennonitische Zuwanderung in den 1990er Jahren stark angewachsen, inzwischen schwankt die Zahl der Einwohner von Jahrzehnt zu Jahrzehnt stark:
| Jahr | Einwohner | Quelle       |
| ---- | --------- | ------------ |
| 1992 | –         | Volkszählung |
| 2001 | 266       | Volkszählung |
| 2012 | 800       | Volkszählung |
| 2024 |           | Volkszählung |